# Seznam norveških pevcev
Seznam norveških pevcev.

## A
- Atle Antonsen - Attila
- Astrid S (Astrid Smeplass)

## B
- Mari Boine
- Berit Boman
- Nora Brockstedt
- Ane Brun

## C
- Fredrik Conradi
- Mira Craig

## D
- Jan Werner Danielsen
- Dead (Pelle Ohlin)
- Ingvild Deila

## E
- Sidsel Endresen
- Carl Espen
- Euronymous (Oystein Aarseth) (kitarist)

## F
- Terje Formoe
- Magne Furuholmen

## G
- Gaahl (Kristian Eivind Espedal)
- Anja Garbarek
- Johan Golden
- Stephan Groth
- Christine Guldbrandsen

## H
- Morten Harket
- Trygve Henrik Hoff

## K
- Finn Kalvik
- Webe Karlsen
- Ese Marija Kleveland (švedsko-norveška)
- Karin Krog (1937)
- Sissel Kyrkjebø

## L
- Gabrielle Leithaug
- Sondre Lerche
- Espen Lind
- Lars Lønning
- Anni-Frid Lyngstad (norveško-švedska)

## M
- Maria Mena
- Maria Haukaas Mittet
- Kjetil Mørland
- Marius Müller

## N
- Kurt Nilsen
- Rolf Just Nilsen
- Noora Noor
- Tona Norum

## O
- Pelle Ohlin - Dead (švedsko-norveški)
- Janove Ottesen

## R
- Kari Rueslåtten
- Alexander Rybak
- Inger Lise Rypdal

## S
- Guri Schanke
- Kristopher Schau
- Gro Anita Schønn
- Skaar
- Didrik Solli-Tangen
- Dag Spantell
- Knut Anders Sørum
- Ketil Stokkan

## T
- Jahn Teigen
- Roger Tiegs - Infernus

## V
- Paul Værlien
- Zlatko Andrej Vuletic